# برقوق شائع
البرقوق الشائع أو البرقوق الأهلي أو الإجاص الشائع أو الإجاص الأهلي أو الخوخ (الاسم العلمي: Prunus domestica) هو نوع من كاسيات البذور في العائلة الوردية وهي شجرة نفضية، وتشمل العديد من أنواع أشجار الفاكهة المعروفة باسم الخوخ في اللغة العربية، وإن لم يكن جميع البرقوق تنتمي إلى هذا النوع. ينتمي كل من الجنارك والدامسون أيضًا إلى الأنواع الفرعية من البرقوق الشائع. كان يعتقد بأن الوالد الهجين هو البرقوق الشوكي والبرقوق الكرزي؛ ومع ذلك، يبدو أن الأدلة الخلوية الوراثية الأخيرة تشير إلى وجود 2x و 4x و 6x خوخ كرزي بأعتبارها المخزونات البرية الوحيدة التي يمكن أن تكون قد تطورت من 6x ب. دوميستيكا. هذا هو البرقوق الأكثر شيوعًا على الأقل في أوروبا، ومعظم البرقوق المجفف مصنوع من ثمار هذا النوع.

## الخصائص

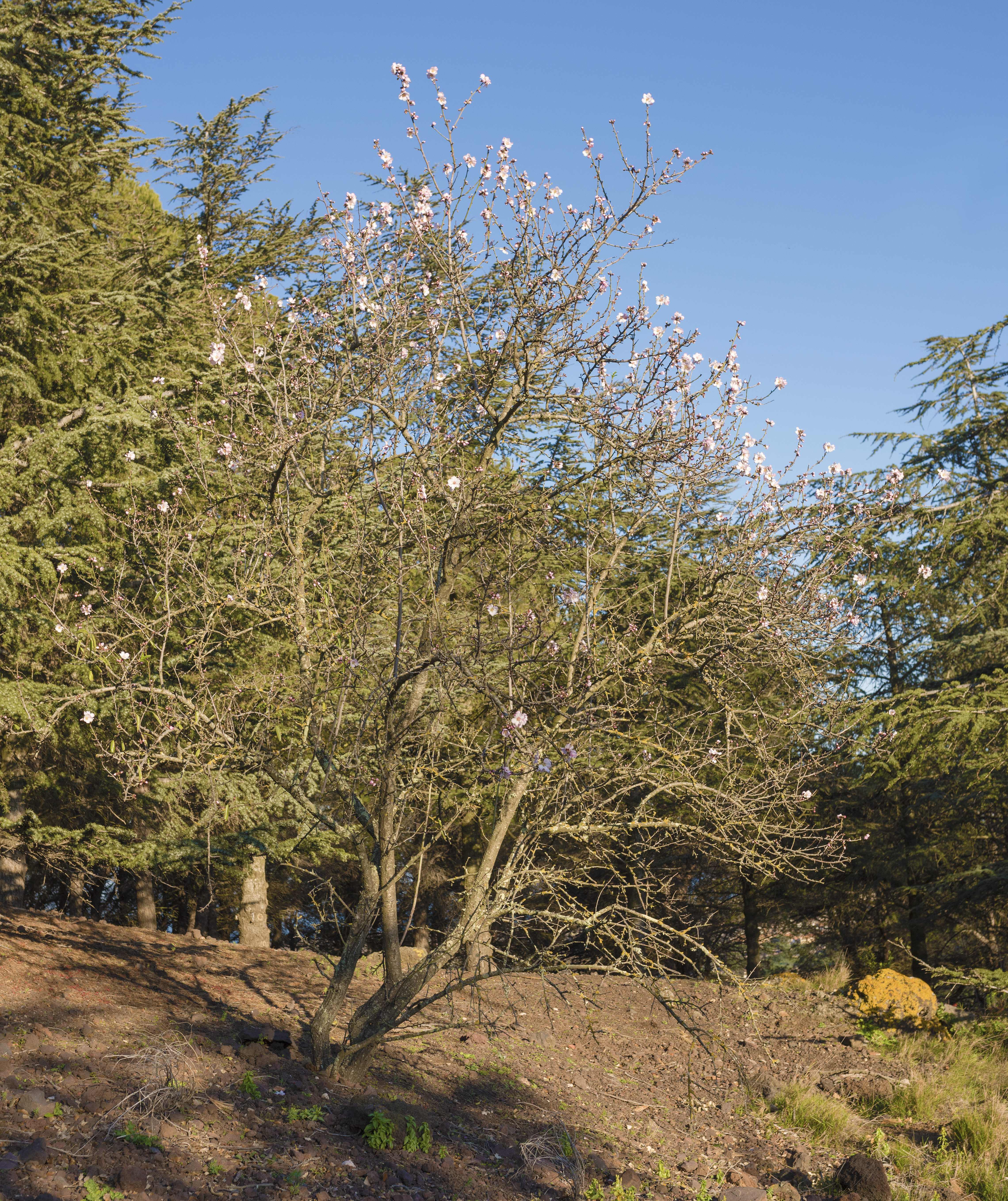
برقوق شائع في مرحلة الإزهار، هنا في نهاية شباط / فبراير

عادة ما يشكل شجيرة كبيرة أو شجرة صغيرة. وقد يكون شائك لحد ما، مع زهور بيضاء في أوائل الربيع. وفاكهة بيضاوية أو كروية تختلف في الحجم، ويمكن أن تصل إلى 8 سم عرضاً، وعادة ما تكون ذات طعم حلو (برقوق تحلية)، على الرغم من أن بعض الأصناف حامضة وتتطلب الطهي مع السكر لجعلها مستساغة. مثل كل فواكه البرقوق فهو يحتوي على بذرة كبيرة واحدة، وعادة ما تسمى بذرة، والتي يتم التخلص منها عند تناول الطعام.
يزرع البرقوق تجارياً في البساتين، ولكن الطعوم الجذرية الحديثة يمكن زراعتها في أماكن صغيرة نسبياً. المزهرة والمثمرة بشكل مبكر تتطلب بقعة محمية بعيداً عن الصقيع والرياح الباردة.
لمناقشة كاملة عن الفاكهة، انظر المقال الرئيسي الخوخ.

## الأصناف

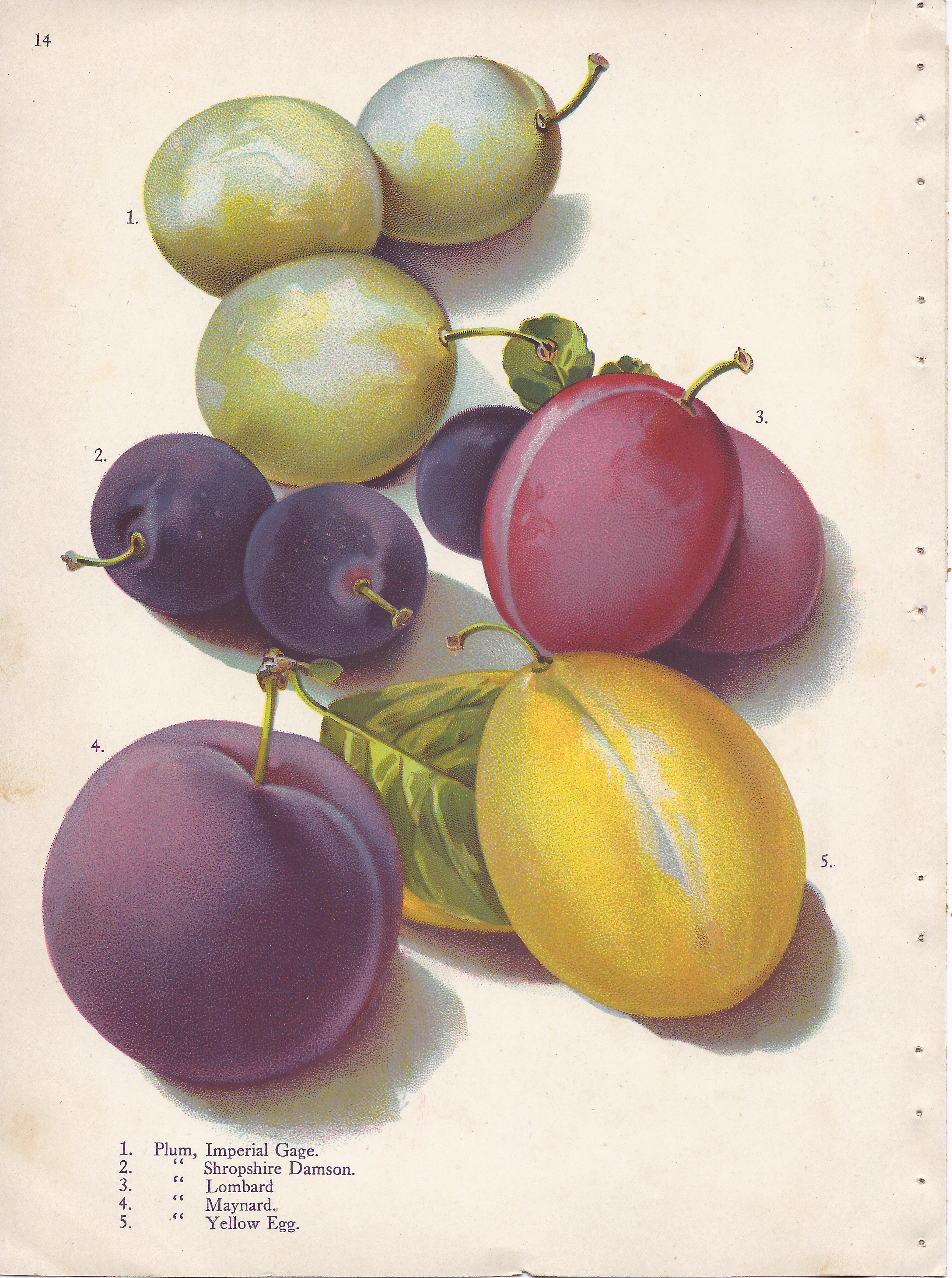
مختلف أصناف الخوخ مع عدة تسميات - امبريال غيج (1), الدامسون (2), لومبارد (3) ، ماينارد (4) والبيض الأصفر (5)

تم أختيار العديد من الأصناف لأستخدامها في الحديقة. حصل مايلي على جائزة الجمعية البستانية الملكية للجدارة:-
| - الأزرق 'الصخرة' - 'القرقف الأزرق' - 'القيصر' - 'امبريال غيج' | - 'جيفرسون' - 'لاكستون فرحة' - 'مالارد' - 'شتلات مارجوري' | - 'أوبال' - 'أولينزغيج' - 'بيرشور' - 'فيكتوريا' |

## السلالة
كولين وآخرون. (1995) يعترف بثلاثة أنواع فرعية، على الرغم من الدراسات العلمية لصالح فصل بالغ الدقة بنحو أكثر:
| - ب. دوميستيكا ssp. دوميستيكا - البرقوق الشائع، zwetschge (بما في ذلك ssp. الأقتصادية) - ب. دوميستيكا ssp. إينسيتيتيا – الدامسون وبولاسيس, كريتشي, كروسجيس, بيردريغون وغيرها من الأصناف الأوروبية - ب. دوميستيكا ssp. إنترميديا – البرقوق الأبيض (بما في ذلك برقوق فيكتوريا) - ب. دوميستيكا ssp. إيطاليكا – الغاغز (جنارك، البرقوق المدور وما إلى ذلك؛ بما في ذلك sspp. كلاوديانا وروتودا) - ب. دوميستيكا ssp. البستان – سبيلينغ - ب. دوميستيكا ssp. بريسكا – زيبراتي - ب. دوميستيكا ssp. سيرياكا – خوخ ميرابيل |

تتقاطع السلالات الفرعية بسهولة، بحيث يمكن العثور على العديد من الأشكال الوسيطة: قد تختلف حلاوتها وحموضتها، وتتنوع ألوانها من البنفسجي المائل إلى الأحمر أو البرتقالي أو الأصفر أو الأخضر الفاتح.